# Dark Matter (álbum de The Word Alive)
Dark Matter es el cuarto álbum de estudio de la banda estadounidense de metalcore The Word Alive. Fue lanzado el 18 de marzo de 2016 a través de Fearless Records y fue producido por Matt Good y Scott Stevens. El sencillo principal del álbum, "Trapped", se lanzó el 8 de enero. Este es el último álbum con la participación de Daniel Shapiro y Luke Holland.

## Lista de canciones
| N.º | Título                                | Duración |  |
| 1.  | «Dreamer»                             | 2:53     |  |
| 2.  | «Trapped»                             | 3:56     |  |
| 3.  | «Face to Face»                        | 3:23     |  |
| 4.  | «Sellout»                             | 3:34     |  |
| 5.  | «Insane»                              | 4:20     |  |
| 6.  | «Made This Way»                       | 4:15     |  |
| 7.  | «Suffocating»                         | 3:35     |  |
| 8.  | «Piece of Me» (con Alicia Solombrino) | 4:08     |  |
| 9.  | «Branded»                             | 3:57     |  |
| 10. | «Grunge»                              | 4:00     |  |
| 11. | «Dark Matter»                         | 4:07     |  |
| 12. | «Oxy»                                 | 4:00     |  |

## Posicionamiento en lista
| Lista (2016)                            | Posición |
| --------------------------------------- | -------- |
| Estados Unidos (Billboard 200)          | 74       |
| Estados Unidos (Top Rock Albums)        | 7        |
| Estados Unidos (Top Alternative Albums) | 6        |
| Estados Unidos (Top Hard Rock Albums)   | 4        |
| Estados Unidos (Top Album Sales)        | 31       |
| Estados Unidos (Independent Albums)     | 5        |
| Estados Unidos (Digital Albums)         | 19       |

## Personal
The Word Alive
- Tyler Smith - voz principal, teclados
- Tony Pizzuti - guitarras, coros, teclados, programación, bajo
- Zack Hansen - guitarras, coros, teclados, programación,
- Daniel Shapiro - bajo, coros
- Luke Holland - batería, percusión

Músicos adicionales
- Alicia Solombrino: voz (pista 8).